# Brucea
Brucea,  rod grmova i manjeg drveća iz porodice gorkuničevki. Postoji devet vrsta iz Afrike, i dijelova Australije i juga Azije

## Vrste
1. Brucea antidysenterica J.F.Mill.
2. Brucea javanica (L.) Merr.
3. Brucea macrocarpa Stannard
4. Brucea macrophylla Oliv.
5. Brucea mollis Wall. ex Kurz
6. Brucea tenuifolia Engl.

## Sinonimi
- Gonus Lour.
- Laumoniera Noot.
- Lussa Rumph. ex Kuntze